# قائمة أعضاء الأكاديمية الأوروبية للعلوم والفنون
هذه قائمة بأعضاء الأكاديمية الأوروبية للعلوم والفنون في الفئات السبع التي ينقسم إليها أعضاء الأكاديمية.

## الإنسانيات
| - روديغر آرينز - صادق العظم - محمد عدنان البخيت - كارل أوتو آبل - كاثرين أرينز - جورج ديميتريوس بابينيوتيس - أرنولف بارينغ - فواديسواف بارتوشيفسكي - هاينريش رودلف بك | - غيرهولد بيكر - زيغفريد بير - لودفيك بلكريدي - إلوي بنيتو روانو - تيودور بيرخم - فولفغانغ بيرغسدورف - فرانس بيرنك - ألان بيزانسون - بيليساريو بيتانكور - غونتر بيشوف - ديتر بينغن - تسوتشو بويادجييف - بيير بورديو - جون براديماس | - ديفيد أنطوني برادينغ - ريمي براغ - يان بروغر - روديغر بوبنر - رانكو بوغارسكي - هوبرت بوردا - روكو بوتليوني - باولينو كاستانيدا ديلغادو - أندريس كاونه - خوان لويس ثيبريان | - غوييرمو ثيسبيديس دل كاستيو - ويليام تشارلزوورث - يونغ-دو تشونغ - إريك دال - جورج دالتروب - روبرت فون داسانوفسكي - نورمان ديفيز - خوسيه دي بينا مارتينز - غيلدا دي روميرو بريست - أنجيلوس ديليفورياس - بيتر ديميتس - هشام جعيط - دانيال دينيت - ميهايلو دوريتش - بيتر دوستال-بيرغ | - جود دوهيرتي - مايكل داميت - بيتر إهلن - أولريش إنغلهارت - هوغو تريسترام إنغلهارت الأصغر - فرناندو فيليو-موغي - فلورنس فلتن - جون ر. فيشر - كريستوف لويتبولد فرومل - ماكسيميليان فوسل |

## الطب
| - كالي أشتيه - ديتر آدم - فرانتس أدلكوفر - ستيفان أنغيلسكي - زوران-ماريي أرنيش - أندرو بالاس - فرانسيسكو بالسانو - إتيان-إميل بوليو - ماتياس بك - كلاوس بيرغدولت - هيرمان فان دن بيرغه | - بيتر بيرنر - إرنست بودنر - إليك بودور - إليزبيتا بوروفيتشا - توماس برانت - غونتر برايتهارت - ليسلي برنت - إدواردو دومينغو برويرا - شتيفان برونهوبر - ماري أنيك بوينيدا - ميغيل كاينثوس فرنانديث - ريفكا كارمي | - روبرت تشارلز سيفالو - ألكسندر تشوتشالين - ديفيد كلارك - دينيس كوكينوس - أنطونيو داماسيو - أدريس فان دانتزغ - أوتو دابونت - جوزيه دي كارفاللو - رودلف دو شاتيل - روث ديتش | - غيزا دويتش - هانس إريش ديمات - هانس أرمين ديتريش - ستيفان يوسف دراغوليسكو - إيبوليتو دوران ساكريستان - فينكو دولينتس - فيكتور دزاو - جورجي إفريموف | - كارستن إنغلبريشت - ديتريش فون إنغلهارت - فيليب إيفرارد - أندراس إزياس - بنجت فاغريل - جيرالد فيشباخ - تاماس فرويند - ألكسندر فون غاباين - بيدرو غارثيا بارينو - ويليام جورج - غيرهارد غيبيش - هيلموت ديتمار غلوغار - خوان خوسيه غويريينا دي غاندارياس إي دي غاندارياس - سانتياغو غريسوليا |

## الفنون
| - كلاوس آغر - رودلف أنغرمولر - يوري أراك - أرباد بالاش - أغنس بالتسا | - غونتر باور - بيتر باوم - لازلو بيكه - فلاديمير بيلوسوف - لوتشيانو بيريو | - يانيس بيرنك - كلاوس بولينغر - فريدريش براندشتاتر - فالتر بويكنز | - غوتفريد بوهم - جانيت بروكس غيرلوف - بيير بيوليز - فريديش تسيرها - ألفرد برندل - جيتون كلمندي - نافويكا تشيسلينسكا - بيتر كوك - يانوش تشيفرا - ديموثينيس دافيتاس | - ماريو دل كيارو - أنطونيو دياس - خيف ديلس - بيرند دور - أرباد فاسانغ ملايشي - ستانيسلاف فياوكوفسكي - مونيكا فون فيوريشي - فرانك جيري - كارمن خيمينيث - تيودور غولنر - ياني غولوب - رامون غونثالث دي أميزوا إي نورييغا - غابور جورجي - فيتوريو غريغوتي |

## العلوم الطبيعية
| - ماريك أبراموفيتش - جوان ألبايغس إي رييرا - بروس ألبيرتس - أدريانو أليبي - راينر أنسورج | - يوان أنطون - لويس أرتشر - أوريل أرديليان أراد - فرانثيسكو أيالا - ألكسندرو بالإبان | - هانس بالسيغر - إستر بانفي - فرانثيسكو بارانتس - نيكولاي غينادييفيتش باسوف - برونو باتاليا | - لوتار بيكل - بيتر بيرتهولد - ييري بيتشاك - غيرد بينيج - يهوديت بيرك - توماس بليها - روبرت بلينك - إلمارس بلومس - جوفاني بومباتشي | - جان بونين - غيرنوت بورن - لوتشيانو بريغو - إيفان بروينسيريدي - بيتر بكل - ليف بوكوفسكي - رولاند جينيك بوليرش |

## العلوم الاجتماعية والقانون والاقتصاد
| - كامل أبو جابر - لودفيغ أداموفيتش - إلمار ألتفاتر - إسيدورو ألفاريز - تيبور أسبوث | - مارسيل باور - سيرجيو بيلاردينيللي - ستيفن بيلر | - بيتر بلاهو - نادا بوديروغا-فوكوبرات - كسينتي بوغويف | - كارل مارتن بولته - كاتالين بوتوس - أفيشاي برافرمان | - كلاوس بروكهوف - ميلان بوتشيك |

## العلوم التقنية والبيئية
| - هيلار آبن | - ماريو أغابيو | - فيتو أمويا | - أنطون أنطون | - تاكاشي أسانو |

## ديانات العالم
| - يواخيم أنغيرر | - محمد أركون | - هاينريش آسل | - لودفيغ أفيركامب | - غورغ بودلر |